# 분점정부
분점정부(分占政府, Divided Government)는 대통령제 또는 이원집정부제(준대통령제) 국가에서 행정부의 다수인 정당과 입법부의 다수인 정당이 일치하지 않는 상태를 지칭한다. 여소야대라고도 한다. 단순 외형으로서 분점정부는 의회에서 여당의 국회의원 수보다 야당의 국회의원 수가 많은 경우를 나타내며, 정치적으로는 의회에서 야당이 다수를 차지함으로써 대통령의 행정부와 여당 주도의 국정운영이 안되고 야당 주도의 정국이 되는 것을 말한다. 분점정부 현상이 장점으로 작용할 때는 입법부의 행정부에 대한 감시와 견제기능으로 작용하고, 단점으로 작용할 때는 심각한 정치적 교착상태(political cul de sac)를 발생시킨다.
이원집정부제에서 분점정부가 나타나면 동거정부가 된다. 한편 의원내각제 국가에서는 의회의 다수당이 행정부를 구성하기 때문에 연립내각의 구성이 특이한 경우가 아니라면 분점정부가 나타나는 일이 극히 드물다.

## 장점
원래 대통령제는 국민 전체의 대표로 선출된 대통령이 정치 권력의 중심이 되기 때문에, 대통령에게 지나치게 권력이 집중될 경우 자칫 독재로 이어질 우려가 있다. 특히 여대야소가 되어 여당이 국회 다수까지 장악한 경우 더 그렇다. 분점정부는 이러한 일들을 어느 정도 차단할 수 있고, 한편으로는 여와 야의 양보와 협상을 통한 타협정치를 구현할 수 있다. 그 예로 미국의 로널드 레이건 행정부의 여당은 공화당이었지만, 임기 내내 야당이었던 민주당이 다수당이 되어 타협정치를 해냈고, 그 결과 많은 개혁을 이루었다. 대한민국도 노태우 정부 초기 야당이 다수당이 되어 5공 청문회를 열었고, 2016년 말 야당이 다수가 된 상태에서 박근혜-최순실 게이트이 사실로 밝혀지자 박근혜 대통령에 대한 국회 차원에서의 국정 조사 및 특검, 탄핵 절차에 순차적으로 착수할 수 있는 원동력이 되었다.

## 단점
분점정부는 의회 다수를 장악한 야당이 정치 권력을 나눠 가지기 때문에 대통령의 국정 운영에 발목을 잡을 수 있다. 특히 대통령 선거와 국회의원 총선거의 선거주기가 불일치하여 중간선거가 실시될 경우 국회의원 선거가 대통령에 대한 중간평가 성격을 가져 이러한 일이 일어날 수 있다. 미국에서는 분점정부 시기 예산안 협상 실패, 혹은 여야간 정치적 갈등으로 인하여 미국 연방 정부 폐쇄가 일어나기도 한다. 버락 오바마 대통령 시기에는 환자보호 및 부담적정보험법 문제를 둘러싸고 여당인 민주당과 야당인 공화당 간 예산 협상 실패로 연방 정부 폐쇄가 일어났으며, 도널드 트럼프 대통령 시기에는 남부 국경 장벽 건설을 둘러싸고 여당인 공화당과 야당인 민주당 간의 정치적 갈등 끝에 연방 정부 폐쇄가 일어났다.
대한민국의 경우도 1988년부터 2000년까지 열린 총선거에서 모두 분점정부가 출범하였고, 미국에서도 선거 때면 이러한 일들이 종종 일어났다. 위에서 언급되었듯 때로는 타협정치를 구현할 수도 있지만, 야당이 1당(특히 과반의석)일 경우 여당에게 불리하게 돌아갈 수 있다. 이러한 이유 때문에 대한민국에서는 종종 인위적인 정계 개편을 단행했다. 노태우 정부는 3당 합당을 하여 4당 체제를 붕괴시키고, 김영삼 정부는 야당/무소속 의원을 영입하여 원내과반의석을 확보했다. 심지어 김대중 정부 역시 야당의원 빼가기, 의원 꿔주기 등으로 분점정부를 무너뜨렸다. 이러한 개편으로 야당이 대통령의 발목을 잡는 일은 거의 없어졌지만, 날치기 통과와 같은 반민주적인 행위들이 종종 일어났다(노동법 날치기 사건도 같은 예이다). 그러나 이어 치러지는 총선에서 분점정부로 돌아가는 일들이 반복되었다. 노무현 정부에서도 분점정부로 인한 정치적 교착이 심각했다고 평가받는데, 인위적 정계개편으로 단점정부 상황을 만든 전임자들과 달리 오히려 여당인 민주당은 열린우리당으로 분열되었다. 노무현 대통령이 법률안 거부권을 행사한 대통령측근비리특검법안이 이례적으로 국회에서 재의결되어 행정권이 입법권에 압도되기도 했으며, 대통령과 국회의 갈등이 극단에 이르면서 국회는 대통령에 대한 탄핵 소추를 의결하기도 하였다.
정치적 교착으로 인한 비효율과 갈등은 정치 안정성을 해할 수 있기 때문에 일부 국가들에서는 분점정부에 대한 제도적 방지책을 마련하기도 한다. 프랑스에서는 2000년 대통령 임기를 기존의 7년에서 5년으로 재조정하는 개헌을 통하여 대통령 임기와 의회의 임기를 동일하게 조정하였으며, 이를 통해 임기 불일치로 인한 중간선거를 줄이고 분점정부 출현을 최소화하고 있다.

## 같이 보기
- 의원내각제